# Arco de história

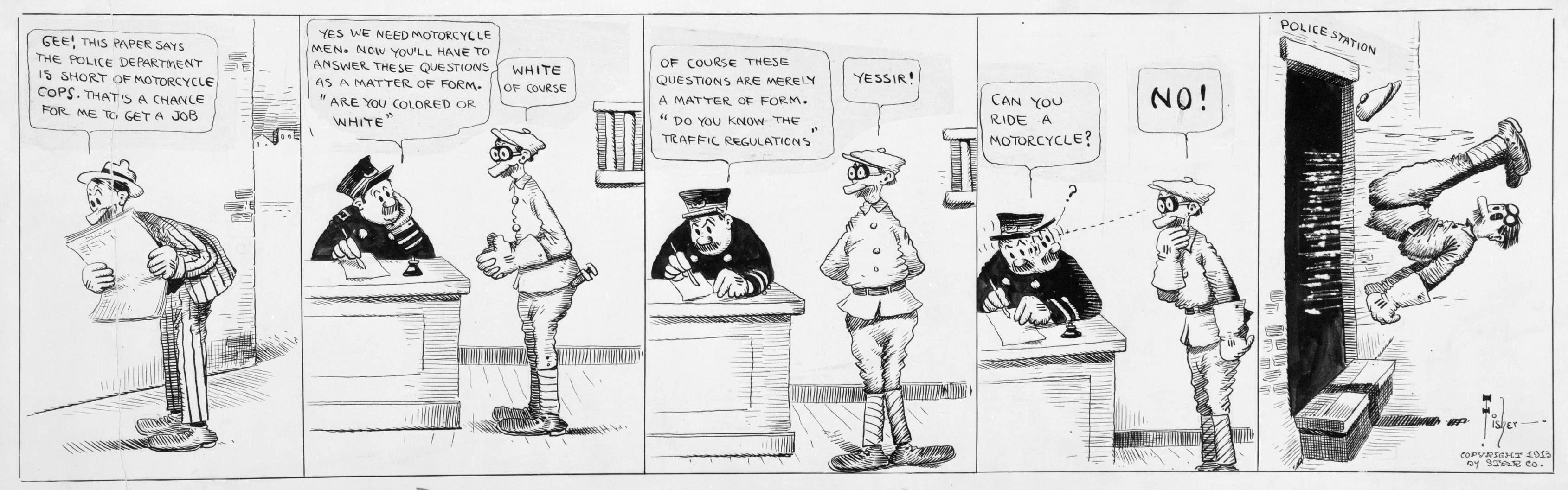
Tira diária de 1913 de Mutt e Jeff de Bud Fisher. Em um arco de história, a trama continuaria na tira do dia seguinte.

Um arco de história é uma narrativa contada de forma continuada através de episódios, não necessariamente de forma linear. É comum a diversas mídias, tais como seriados de televisão, banda desenhada, tira de jornal, videogames, jogos de tabuleiro, e, em alguns casos, filmes.
Em uma série de televisão é comum que se lide com uma mesma história no decorrer de vários episódios, sendo o uso mais comum a séries dramáticas que a comédias. Na produção latino-americana, esse uso se dá particularmente em telenovelas.

## Arte sequencial
Webcomics e séries de banda desenhada norte-americanas costumeiramente fazem uso de arco de histórias. Nas últimas, é comum o uso de uma narrativa descomprimida de forma a dividir a história em quatro ou seis partes, a serem posteriormente colecionados em edições encadernadas.